# Compromissos antecipados de mercado
Também traduzidos como compromissos adiantados de mercado, compromissos avançados de mercado ou compromissos antecipados de compra, os compromissos antecipados de mercado são uma forma de contrato vinculante que é normalmente oferecido por um governo ou outra entidade financeira para garantir um mercado viável para um produto, desde que ele tenha sido desenvolvido com sucesso. Foi usado com sucesso no desenvolvimento de uma vacina para COVID-19. Trata-se também de um mecanismo de financiamento particularmente promissor para financiar vacinas de doenças que afetam populações mais pobres.
Normalmente, a inovação é incentivada através de patentes. É quando os inovadores recebem um monopólio temporário: um direito exclusivo de vender produtos utilizando a sua inovação. O monopólio temporário significa que as empresas podem obter um preço mais elevado do que conseguiriam num mercado onde qualquer pessoa pudesse produzir o medicamento depois de este ter sido descoberto. Normalmente, as empresas recuperam os custos de pesquisa vendendo a preços elevados nos países ricos. Então, quando o produto perde a patente ou surgem novos concorrentes, os preços caem e o medicamento ou vacina é utilizado de forma mais ampla. 
No entanto, no caso de doenças que afetam principalmente os pobres, as empresas não conseguem recuperar os seus custos nos mercados dos países ricos e podem não ser capazes de cobrar preços suficientemente elevados para gerar retornos suficientemente elevados para atrair investimento comercial suficiente. Como é possível alinhar os incentivos comerciais para a inovação das vacinas com os seus benefícios sociais?
A abordagem habitual para resolver esta falha do mercado consiste em doadores fornecendo financiamento antecipadamente. Mas isso traz riscos – você tem que pagar mesmo que os pesquisadores não entreguem nada. E, o que é mais importante, por si só isso não ajuda a garantir que o produto final chegue a todas as pessoas que dele necessitam. Outra ideia é usar prêmios. Estes poderiam constituir uma recompensa por disponibilizar uma solução para um problema específico – como o desenvolvimento de uma vacina contra a malária que cumpra um nível mínimo de eficácia e um elevado padrão de segurança. A melhor utilização de um prêmio é quando as pessoas são recompensadas por desenvolverem uma ideia que qualquer outra pessoa possa copiar. Mas copiar vacinas é difícil. Mesmo depois de uma vacina ter sido desenvolvida, ainda não seria fácil para outra empresa reproduzi-la, mesmo que a barreira dos direitos de propriedade intelectual fosse abandonada. Isto porque existem detalhes que são difíceis de capturar na documentação, chamados de “conhecimento tácito” – como detalhes sobre os processos biológicos e tecnologias muito novas utilizadas na fabricação. Em outras palavras, não é desejável apenas que uma vacina seja inventada – é desejável que ela também seja disseminada.
Um Compromisso Antecipado de Mercado padrão é uma promessa de subsidiar a compra futura de uma nova vacina em grandes quantidades – se for inventada – em troca da empresa cobrar dos clientes algo perto do custo de produção (ou seja, com apenas uma pequena margem de lucro).
O subsídio incentiva a investigação, compensando os inovadores pelos seus investimentos de custos fixos em pesquisa e capacidade de produção. Os compromissos de comprar uma determinada quantidade a um determinado preço garantem que a vacina seja acessível e amplamente disponível. O subsídio está condicionado a um co-pagamento (esta é a parte que está próxima do custo marginal) dos governos dos países de rendimento baixo e médio – sem ele, o desenvolvedor da vacina não receberá nada. Isto incentiva as empresas a desenvolverem vacinas que os países irão realmente utilizar, e não apenas aquelas que cumpram as especificações técnicas.
Assim, embora as patentes levem a um trade-off entre inovação e preços acessíveis, os acordos ajudam-nos a alcançar ambos. E a estratégia de preços significa que os Compromissos Antecipados de Mercado incentivam a implantação em escala de uma forma que a maioria dos prémios não o faz.

## Origens da ideia
A ideia de tal contrato, anteriormente proposta na literatura acadêmica pelo professor Michael Kremer e em artigos de opinião em grandes jornais, ganhou impulso adicional em 2005 com a publicação de um relatório, "Criando mercados para vacinas: ideias para agir", por um grupo de trabalho organizado pelo Centro para o Desenvolvimento Global.